# Amischotolype
Amischotolype,  biljni rod iz porodice komelinovki iz tropske Afrike i tropske i suptropske Azije. Postoji preko 20 vrsta

## Vrste
1. Amischotolype barbarossa Duist.
2. Amischotolype divaricata Duist.
3. Amischotolype dolichandra Duist.
4. Amischotolype glabrata Hassk.
5. Amischotolype gracilis (Ridl.) I.M.Turner
6. Amischotolype griffithii (C.B.Clarke) I.M.Turner
7. Amischotolype hirsuta (Hallier f.) Duist.
8. Amischotolype hispida (A.Rich.) D.Y.Hong
9. Amischotolype hookeri (Hassk.) H.Hara
10. Amischotolype irritans (Ridl.) I.M.Turner
11. Amischotolype laxiflora (Merr.) Faden
12. Amischotolype leiocarpa (Hallier f.) Duist.
13. Amischotolype lobata Duist.
14. Amischotolype marginata (Blume) Hassk.
15. Amischotolype mollissima (Blume) Hassk.
16. Amischotolype monosperma (C.B.Clarke) I.M.Turner
17. Amischotolype parvifructa Duist.
18. Amischotolype pedicellata Duist.
19. Amischotolype rostrata (Hassk.) Duist.
20. Amischotolype sphagnorrhiza Cowley
21. Amischotolype strigosa Duist.
22. Amischotolype tenuis (C.B.Clarke) R.S.Rao
23. Amischotolype welzeniana Duist.